# 复兴乡 (蒲江县)
复兴乡，是中华人民共和国四川省成都市蒲江县曾经下辖的一个乡。2019年12月，撤销复兴乡，将其所属行政区域划归西来镇管辖。

## 行政区划
复兴乡撤销前下辖以下地区：
柳溪社区、彭河社区、姜冲村、九曲村、三义村、陈坝村和庙峰村。